# 電子ジャーナル
電子ジャーナル（でんしジャーナル electronic journal）は、主として学術雑誌が電子化されたものをいう。オンラインジャーナル（online journal）ともいう。
理工系医学系の雑誌が多いが、人文社会系の雑誌も増えてきている。電子化の形式としては PDF, HTML が主流であるが、PostScript なども若干存在する。通常学術雑誌出版社のサイトから提供され、購読料が必要なものがほとんどであるが、最近は無料で閲覧できるオープンアクセスジャーナルと呼ばれるものもある。商業出版社系では ScienceDirect, Springer-Link, Wiley Interscience、学会出版社系では HighWire Press などのサイトが知られている。日本では科学技術振興機構が運営している J-STAGE があり、日本語の雑誌も読むことができる。

## 歴史
オンライン雑誌というアイデアはかなり前からあった。科学技術分野では 1983 年に米国化学会がその雑誌データ全文 (1980 年以降) を当時の BRS のシステムにのせて検索提供したのがはしりである。その後このデータベースは STN の Chemical Journals Online (CJO) に移行した。しかしこれは図表のないテキストのみのサービスで、実用にはほど遠かった。
電子ジャーナルのはしりは OCLC が開発した OCLC Electronic Journals Online ではないかと思う。これはOCLC が米国化学会などと共同でおこなった実験プロジェクト CORE が下敷きになっていると思われる 4)。これは 1995 年に Applied Physics Letters Online を最初の雑誌として始められた。その特徴は対応する冊子体がまったくないという点で, 購読者は OCLC が開発した Guidon というソフトウェアを使って専用線, あるいはインターネットで使うことになっていた。
またオランダの出版社エルゼビアは TULIP という実験プロジェクトを 1990 年に開始した。これは雑誌ページの TIFF イメージを CD-ROM で配布し、検索システムをつけて電子ジャーナルとして利用するというものであった。
しかし本格的な電子ジャーナルの開花にはインターネットの普及を待つことになった。1994年にスタンフォード大学図書館のサーバに Journal of Biological Chemistry の電子ジャーナルが登載された (図参照)。ここでは雑誌本文はインターネットブラウザ（当時は Mosaic）で使われている HTML 形式で提供された。図や写真は小さい図で、つまりサムネイルとして入っており、クリックすると拡大してみることができる。その後アドビのPDFと呼ばれる形式も普及してきた。PDFを使うと冊子体のページイメージをほぼそのまま画面に表示し印刷することができる。こうしてHTMLとPDFが現在世界で標準的な電子ジャーナルの提供形態となっている。

## 電子ジャーナルの特徴

### 電子ジャーナルの使い方
電子ジャーナルのサービスは通常目次、抄録、本文と検索ツールからなっている。読者は目次から入って、読みたい論文を探す事ができる。またキーワードで論文を検索することもできる。電子ジャーナルのサービスでは、通常全文検索が可能である。つまり、論文中にあるどんなことばでも検索の対象となる。
多くの研究者は、専門のデータベース、たとえば医学分野の PubMed、化学分野の SciFinder、科学全般の Web of Science などで文献を探しているが、その検索結果に電子ジャーナルへのリンクが張られているので、簡単に論文にアクセスできる。最近では Google Scholar も広く使われるようになってきた。
論文の本文は HTML  または PDF で提供されている。論文の概要をざっと理解するには HTML の方が速いが、じっくり読むには PDF をプリントして使っているようである。
学術論文では、その研究をおこなう際に参考とした他の論文を引用するのが習慣であり、義務となっている。電子ジャーナルではこのような引用文献リストから、引用されている文献にリンクが張られており、読者は著者が参考とした論文をすぐに読むことができる。はじめはこのリンク先は同じ出版社の電子論文だけだったが、現在では CrossRef というリンクサービス経由で他の出版社の電子論文にもリンクされるようになった。このリンクにはDigital Object Identifier (DOI) を用いている。主要な電子ジャーナルの論文にはすべて DOI が付与されている。論文の著者にとっては、自分の論文を誰が読んで引用したかがすぐにわかる。引用されたときに著者にメールでアラートを送るサービスも普及しはじめている。
電子ジャーナルの特徴のひとつは、冊子体の雑誌には掲載できない電子コンテンツを追加できることである。たとえば論文の内容を補足する動画や高解像度の画像などを補助資料として載せる事が可能である。また、論文が後に訂正されたときも、すぐ訂正内容を見ることができる。ただし、学術論文の場合は研究記録としての意味が重要なので、一旦出版されたら、訂正があっても元の論文を直接訂正することはない。訂正記事を別途掲載し、元の記事はそのまま残すことになっている。最近話題となっているように捏造や不正行為のために論文が撤回されても、論文を物理的に消すわけではないので、撤回された論文も読むことができる。

### 電子ジャーナルの種類
現在読むことのできる電子ジャーナルの多くは、冊子体の雑誌が電子化されたものである。実際には冊子体の印刷工程において電子ジャーナル用のデータも同時に作成している。したがって、紙で出版された論文と電子ジャーナルの PDF はまったく同一のものと考えることができる。しかし中には冊子体がなく、オンラインのみで出版されている電子ジャーナルもある。また、冊子体はあっても、電子版のほうが先に出版される、早期公開電子論文もある。冊子体は論文の取りまとめ、印刷、郵送などに時間がかかるので、電子版早期公開はいち早く論文を読む手段として研究者に喜ばれている。
またほとんどの PDF は電子データから直接作成されている (ボーン・デジタル) が、中には一旦紙で出版されたものをスキャナで電子化したイメージ PDF もある。過去に出版された雑誌の電子ジャーナル論文は典型的なイメージ PDF である。このようなものとして、国立情報学研究所 (NII) が提供する NII-ELS (電子図書館サービス) や株式会社メテオが提供するメディカルオンラインがある。

### 電子ジャーナル提供サービス
電子ジャーナルは通常出版社のサーバから提供されている。主要サービスにはエルゼビア社の ScienceDirect、シュプリンガー社の SpringerLINK、ワイリー社の Wiley Interscience, Nature, Science や、米国化学会など大きな学会のサービスがある。出版社が小さい場合、アグリゲータ (統合サービス提供者) とよばれる仲介業者が電子ジャーナルを集めて提供している場合がある。これにはProQuest, EBSCOHost, HighWire Press などがある。日本の J-STAGE,PierOnline もこの一種である。
出版社や学会から提供されている電子ジャーナルの多くは有料である。通常研究者の所属する大学や企業の図書館が購読しているので、研究者が直接費用を支払うわけではないが、購読していない雑誌の記事を読みたいときは、クレジットカードで記事単位で購入する事もできる。
冊子体の雑誌が電子ジャーナルになることで、購読価格が上昇し、小さな大学では購読が困難になる事態も起きている。このことから、電子ジャーナルを無料で閲覧できるようにせよ、という「オープンアクセス」運動が起きている。

### 電子ジャーナルが研究環境を変えた
電子ジャーナルが大学や企業に普及しだしてからまだ数年しかたっていないが、これは研究環境を大きく変えたといえる。研究者は文献を調べるのに図書館にいく必要がなくなった。あらゆる調査は研究室のパソコンでおこなうことができ、見つかった論文はすぐにその場でダウンロードできる。また、電子化したことにより検索が容易になり利便性が格段に向上した。米国での調査では、電子ジャーナルの普及により、研究者がよむ文献の数が確実に増大しているとのことである。また新しい論文が発行されると研究者にメールで知らせるアラートサービスがよく使われている。そのメールに書かれている URL をクリックするとすぐに論文が開くようになっている。こうして研究者は迅速に簡単に情報にアクセスできるようになっており、研究の生産性が大幅に向上していることは間違いない。

### 電子ジャーナルが図書館を変えた
電子ジャーナルが普及したため、大学などでは研究者が図書館にいかなくなった。研究者は自分の机の上で論文を探してプリントできるからである。企業の図書館などでは、冊子体の雑誌をキャンセルして電子ジャーナルのみを購読する傾向がでている。こうして研究図書館は雑誌を収集保存し閲覧させる場所から、電子ジャーナルやデータベースを契約して研究者に便宜を提供するためのサービス機関に変貌しつつある。しかし、電子ジャーナルは本と違って、ものを買っているわけではないので、予算がなくなってキャンセルしたら、過去分も含めて図書館には何も残らない。多くの電子ジャーナルが欧米出版社のものであることを考えると、これは日本にとっては国家的なリスクともいえる。国によっては、国立図書館が出版社と契約して、万一の場合に備えてのバックアップ (アーカイブ) をおこなうところも見られるようになった。

## 最近の動き

### オープンアクセス運動
前述のように、電子ジャーナルの価格高騰に不満をいだいた図書館を中心に、電子ジャーナルを無料で閲覧できるようにする「オープンアクセス」運動が始まった。オープンアクセスは、「学術情報は人類全体の財産で、だれでも自由にアクセスできるべきである」、「税金でおこなわれた研究成果には、納税者は無料でアクセスできるべきである」という 2 点が根拠とされている。前者はクリエイティブ・コモンズなどの考えに通じるところがある。オープンアクセスの実現には 2 つの流れがある。
ひとつは無料で閲覧できる雑誌、オープンアクセスジャーナルを創刊することである。現在よく知られているオープンアクセスジャーナル出版者には生医学分野の BioMed Central (BMC)、Public Library of Science (PLOS) がある。これらの雑誌は購読料でなく、論文の執筆者から掲載料を徴収することにより、雑誌論文を無料で公開できるようになっている。
もうひとつの動きは「機関リポジトリ」である。これは大学・研究所などが、所属する研究者の論文を集めて自分のサーバに載せて公開するものである。多くの場合、それらの論文は一般に無料公開されるので、誰でも読むことができる。通常論文の著作権は出版社に譲渡されているが、多くの出版社は著者がこのようにして自分で公開することを許可している。Google Scholar で論文を検索すると、そのような無料の論文が見つかることがある。
さらに欧米の研究助成機関がオープンアクセスを推進する動きをみせている。米国の国立衛生研究所 (National Institute of Health: NIH) は研究助成を受けた研究者に対して、助成研究の成果が雑誌に発表されてから 12 ヵ月以内にその論文のコピーを NIH に提出するよう要請した。提出された論文は NIH の PubMed Central という電子ジャーナル・サイトで無料公開される。この方針は2005年5月より実施された。